# Storfinnforsens kraftverk
Storfinnforsen är ett vattenkraftverk västnordväst om Ramsele i Sollefteå kommun i Västernorrlands län. Kraftverket byggdes 1948-1954 för Krångede AB och tillhör numer Sydkraft Hydropower AB, ett dotterbolag till den tyska energikoncernen Uniper.
Kraftverket har Sveriges största betongdamm, 800 meter. Själva maskinstationen ligger nedgrävd och från den går en 375 meter lång avloppstunnel. Kraftverket fjärrstyrs numera ifrån Sundsvall.

## Historik
Då kraftverket började byggas tillkom större egnahem- och personalbostadsområden både vid kraftverket och vid byn Flyn som ligger några kilometer nedströms, som hade postadressen Flybrännan. Storfinnforsen räknades som tätort 1950 och 1960 men inte längre 1970.